# Caspar Weis

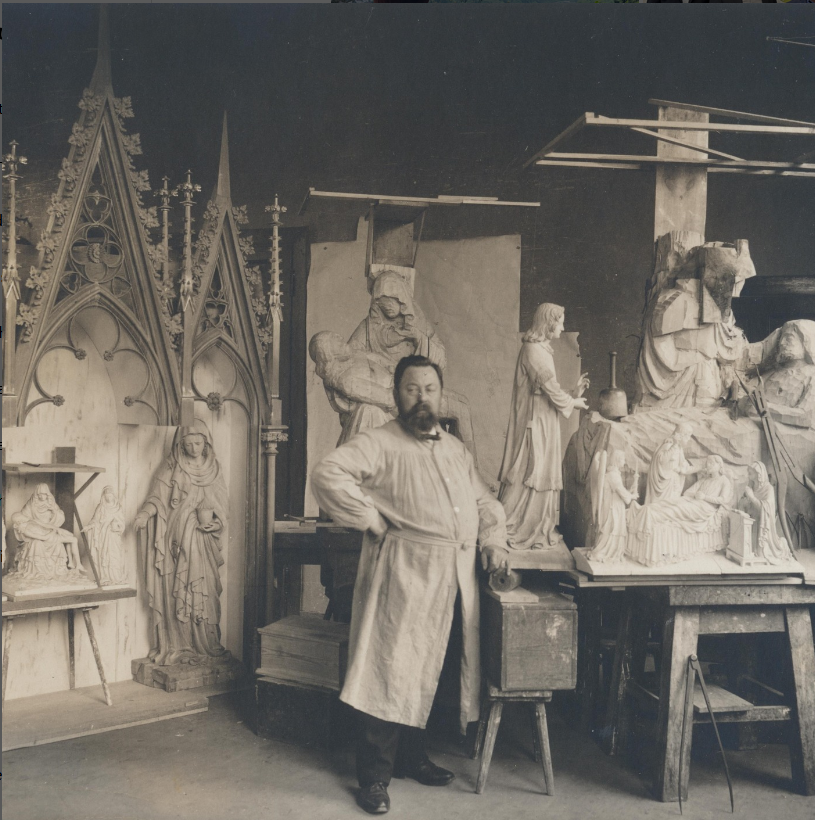
Caspar Weis im Atelier

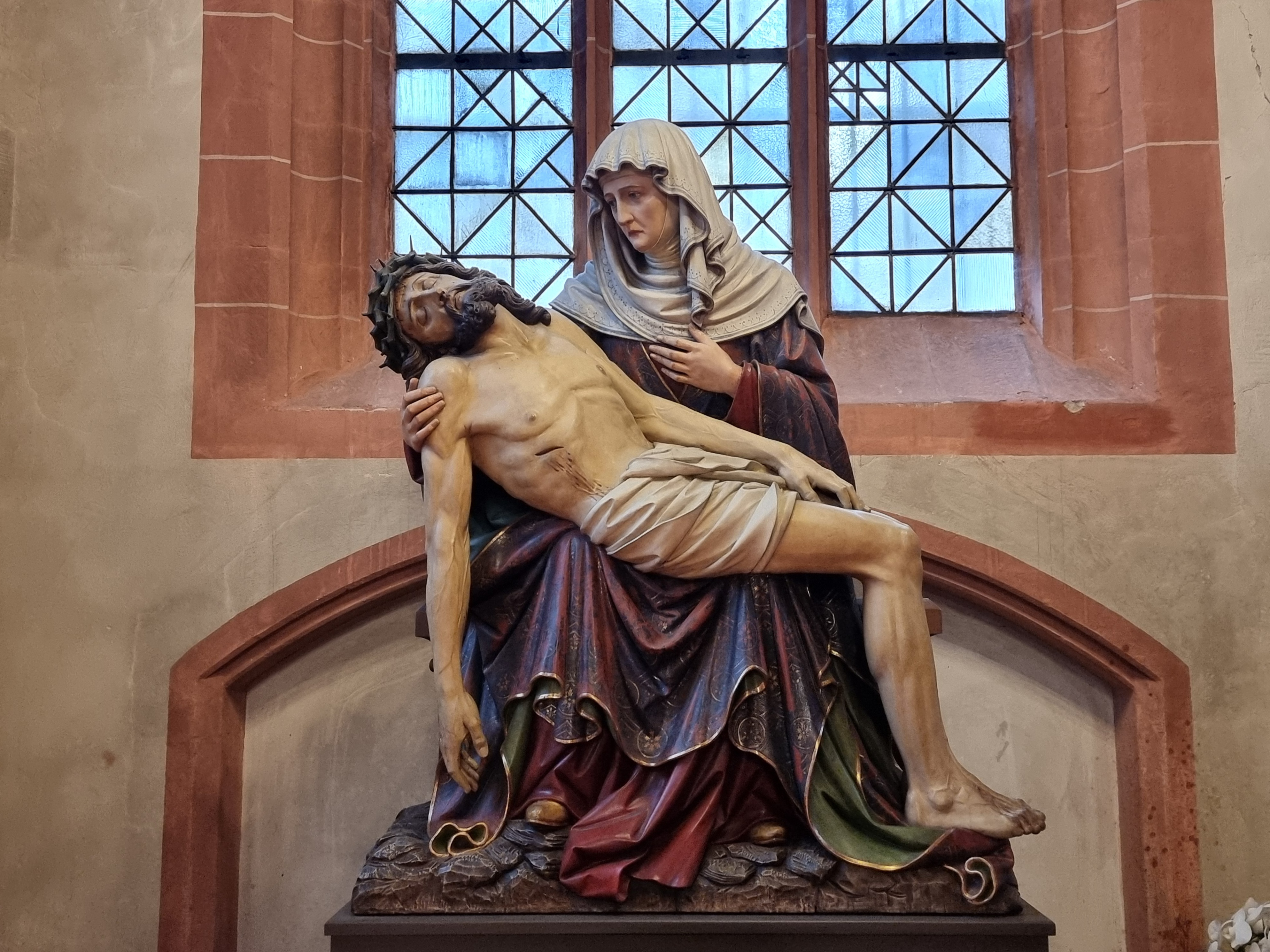
Pietà im Kaiserdom in Frankfurt am Main, 1913

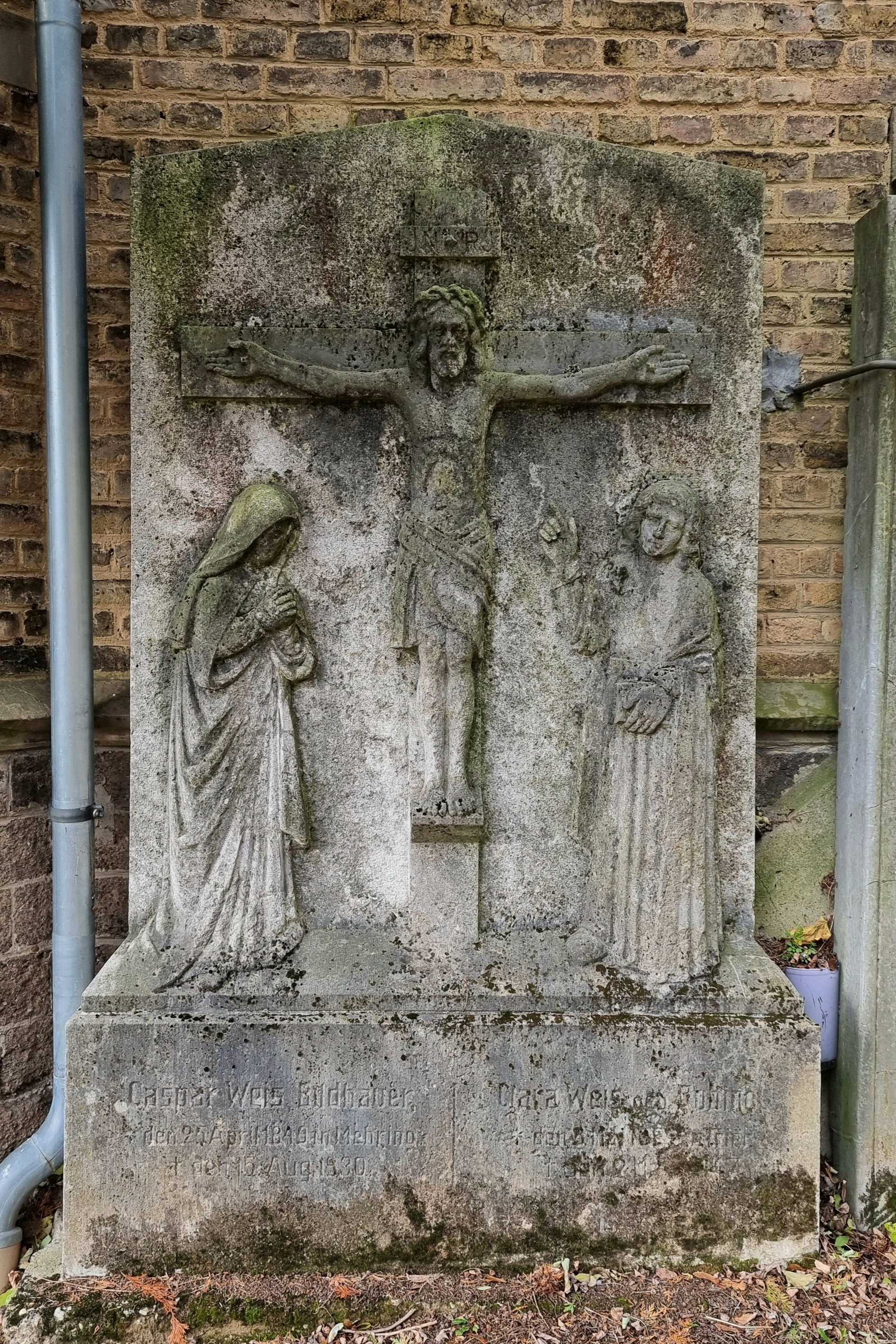
Das von Weis selbst erschaffene Grabmal auf dem Friedhof Allerheiligenbergstraße, Niederlahnstein

Caspar Weis (* 25. April 1849 in Mehring (Mosel); † 15. August 1930 in Lahnstein) war ein deutscher Künstler und Bildhauer. Er widmete sich vor allem der kirchlichen Kunst.

## Leben
Nach einer Lehre in Trier verbrachte Weis seine Gesellenjahre an der Dombauhütte in Köln. Dort war er Schüler des Kölner Bildhauers Christian Mohr. 1880 eröffnete er in Frankfurt-Sachsenhausen ein eigenes Atelier. 1903 verlegte er seine „Werkstätte für kirchliche Kunst“ nach Lahnstein, welches heute besonders reich an seinen Werken ist.
Für seine Verdienste um die christliche Kunst wurde er von Papst Pius X. mit dem goldenen Orden Pro Ecclesia et Pontifice ausgezeichnet.
Weis verstarb in Lahnstein, sein Grab mit dem von ihm geschaffenen Grabmal ist auf dem Friedhof Niederlahnstein an der Allerheiligenbergstraße zu finden.

## Werke
- Hochaltar in St. Bonifatius (Wirges), 1887
- fünfteiliger Flügelaltar St. Georg (Pfaffenwiesbach), 1891
- Flügelaltar mit reichlich figürlichem Schmuck und Holzreliefs mit Szenen aus der Heiligenlegende des Antonius von Padua in St. Antonius in Prosterath, 1896
- Flügelaltar und Seitenaltäre Maria Himmelfahrt (Mülheim-Kärlich), 1901
- Hochaltar, Kriegergedächtnisaltar, Kreuzigungsgruppe (1901) und Grablegungsgruppe in der Felsgrotte auf dem Allerheiligenberg in Lahnstein
- prachtvoller Schnitzaltar St. Helena (Trier), 1909
- Statue der Himmelskönigin und eine Kreuzigungsgruppe in St. Barbara (Niederlahnstein)
- Figur des hl. Sebastian in der Sebastianuskapelle in Lahnstein, 1910. Ursprünglicher Standort war St. Maximin (Koblenz)
- Pietà im Kaiserdom in Frankfurt am Main, 1913
- Bildnis des heiligen Antonius von Padua in St. Martin (Lahnstein), 1919
- Zwei Hochreliefs aus Lindenholz im Chor der Hospitalkapelle in Lahnstein (Hochzeit von Kanaa und Letztes Abendmahl) sowie ein Tabernakeleinsatz nach Entwürfen von Weis